# 真名板
真名板（まないた）は、埼玉県行田市の大字。郵便番号は361-0013。本項では同地域にかつて存在した北埼玉郡真名板村（まないたむら）についても記す。

## 地理
行田市東端部に位置する。西で下須戸・藤間・小針、南で関根、北で羽生市下新郷、東で加須市串作・阿良川・外田ヶ谷に接する。埼玉県道32号鴻巣羽生線が縦断し、北端のおおむね羽生市との境界線上を埼玉県道128号（旧国道125号）が通過する。西端で見沼代用水に接する。

### 河川
- 星川（見沼代用水）
- 関根落

## 歴史

### 沿革
- 幕末時点では埼玉郡真名板村であった。知行は旗本蜂屋氏・内藤2氏・藤方氏・戸田氏の相給。
- 1868年（慶応4年）6月19日 - 武蔵知県事・山田政則（忍藩士）の管轄となる。
- 1869年（明治2年）
  - 1月10日 - 山田政則知県事が宮原忠英に交代。
  - 1月13日 - 武蔵知県事・宮原忠英の管轄区域に大宮県を設置、同県の管轄となる。県庁は東京府馬喰町に置かれる。
  - 9月29日 - 県庁が浦和に置かれ浦和県に改称。
- 1871年（明治4年）11月13日 - 第1次府県統合により埼玉県の管轄となる。
- 1879年（明治12年）3月 - 郡区町村編制法の埼玉県での施行により北埼玉郡の所属となる。
- 1889年（明治22年）4月1日 - 町村制の施行により、北埼玉郡真名板村が単独で自治体を形成[4]。太田村・藤間村・関根村と太田組合村を結成し、組合役場を太田村大字下須戸に設置。
- 1901年（明治34年）10月15日 - 太田組合村を解消し、4村の区域をもって改めて太田村が発足。同日真名板村廃止[5]。太田村の大字真名板となる。
- 1957年（昭和32年）3月31日 - 太田村が行田市に編入され消滅[5]。太田村の大字は行田市の大字となる。

## 世帯数と人口
2017年（平成29年）10月1日現在の世帯数と人口は以下の通りである。
| 大字   | 世帯数  | 人口  |
| ------ | ------- | ----- |
| 真名板 | 386世帯 | 921人 |

## 小・中学校の学区
市立小・中学校に通う場合、学区は以下の通りとなる。
| 番地 | 小学校             | 中学校             |
| ---- | ------------------ | ------------------ |
| 全域 | 行田市立太田小学校 | 行田市立太田中学校 |

## 交通
地内に鉄道は敷設されていない。

### バス
- 朝日自動車
  - 鴻巣駅 - 新落合橋線
    - 免許センター - 鴻巣駅 - 新落合橋 - 真名板十字路
- 行田市内循環バス
  - 東循環コース（協同観光バスに委託）
    - 行田市バスターミナル - 教育文化センター前 - 古代蓮の里 - 地域文化センター - 太田公民館 - 行田市駅前 - 行田市バスターミナル

### 道路
- 埼玉県道128号熊谷羽生線（旧国道125号）
- 埼玉県道32号鴻巣羽生線

## 施設
- 行田市立太田東小学校
- 行田市地域文化センター
- 行田真名板郵便局
- 真名板集会所
- 東自治会館
- JA全農さいたま行田センター
- 久伊豆神社
- 全龍寺

## 史跡
- 真名板高山古墳 - 埼玉県指定史跡[4]